# Luisenburg (Strasburg)
Luisenburg ist ein Ortsteil der amtsfreien Stadt Strasburg (Uckermark) im Landkreis Vorpommern-Greifswald in Mecklenburg-Vorpommern.

## Geographie
Der Ort liegt drei Kilometer südwestlich von Strasburg (Uckermark) am südsüdwestlichen Rand der Gemarkung von Strasburg (Uckermark). Die Nachbarorte sind Zimmermannsmühle, Strasburg (Uckermark) und Ludwigsthal im Nordosten, Köhnshof, Carolinenthal und Fahrenholz im Südosten, Lemmersdorf, Amalienhof und Hornshagen im Südwesten, Carlslust im Westen sowie Glantzhof im Nordwesten.